# Mont Agel
Mont Agel je planina na granici između Francuske i Monaka. Vrh ove planine, na 1,148 metara nadmorske visine, nalazi se na francuskoj strani, ali najviša točka Monaka, koja leži na putu zvanom Chemin des Révoires, nalazi se na njegovim padinama, na nadmorskoj visini od 161 metara.

## Povijest
Na vrhu Mont Agela nalazi se zračna baza Nice, koja je i sama izgrađena na nekadašnjim utvrđenjima Ouvrage Mont Agel na Alpskoj liniji.
Dana 18. lipnja 2011. laki zrakoplov srušio se na Mont Agel, pri čemu su poginula dva britanska putnika. Zrakoplov je bio na privatnom letu, a letio je iz Italije za Troyes u trenutku pada. Uvjeti su bili magloviti.
Mont Agel je mjesto golf kluba Monte Carlo, nekadašnjeg doma Monte Carlo Opena. Klub je 2011. godine proslavio 100 godina postojanja.
Roc Agel, koji je kao ljetnu obiteljsku rezidenciju kupio Rainier III., princ od Monaka, nalazi se visoko na obroncima Mont Agela.